# Pie de Saint Louis
Le bienheureux Luigi Campidelli, en religion Pie de Saint Louis, est né en 1868 à Rimini, dans la province d'Émilie-Romagne, dans une famille pauvre et pieuse, quatrième enfant de Giuseppe et Filomena Campelli.

## Biographie
Son père mourut en 1874 de la typhoïde, laissant sa famille dans le plus grand dénuement.
Le 9 juin 1878, Luigi fit sa première communion.
Élève très appliqué, il était apprécié de ses maîtres. Dès l'âge de 12 ans, il ressentit l'appel de la vocation religieuse. Au cours d'une mission, il eut l'occasion d'entendre prêcher deux passionistes qui l'enthousiasmèrent tant qu'il voulut immédiatement intégrer leur couvent, à Casale (it) (Santarcangelo di Romagna). Mais il était trop jeune et dut attendre d'avoir 14 ans.
C'est ainsi qu'il y est reçu le 2 mai 1882, tandis que le noviciat était transféré à Viterbe, là où Dominique Barberi était né. Luigi continua des études de théologie et de philosophie et qu'il fit profession le 30 avril 1884 prenant le nom de Pie de Saint Louis (Pio de San Luigi).
Il fut un religieux humble et joyeux, assidu et exigeant envers lui-même, il disait : « Il faut que je fasse plus souvent des gestes d’amour envers Dieu ». 
Malade, atteint de la tuberculose, s'il reçut les ordres Mineurs, il ne put jamais parvenir au sacerdoce, toutefois, il offrit sa vie « pour l’Église, pour le pape, pour la conversion des pécheurs et pour sa chère Romagne natale ».
Il mourut simplement, comme il avait vécu, en disant à sa mère : « courage Maman, nous nous reverrons au paradis », le 2 novembre 1889.
Le pape Jean-Paul II, le 17 novembre 1985, lors de l'homélie de sa béatification, a dit de lui :
« La vie du Frère Pio, dans laquelle on ne trouve aucun phénomène extraordinaire, nous invite à nous rendre compte du fait que le grand devoir de sanctification est à la portée de tous. »